# Donna per caso

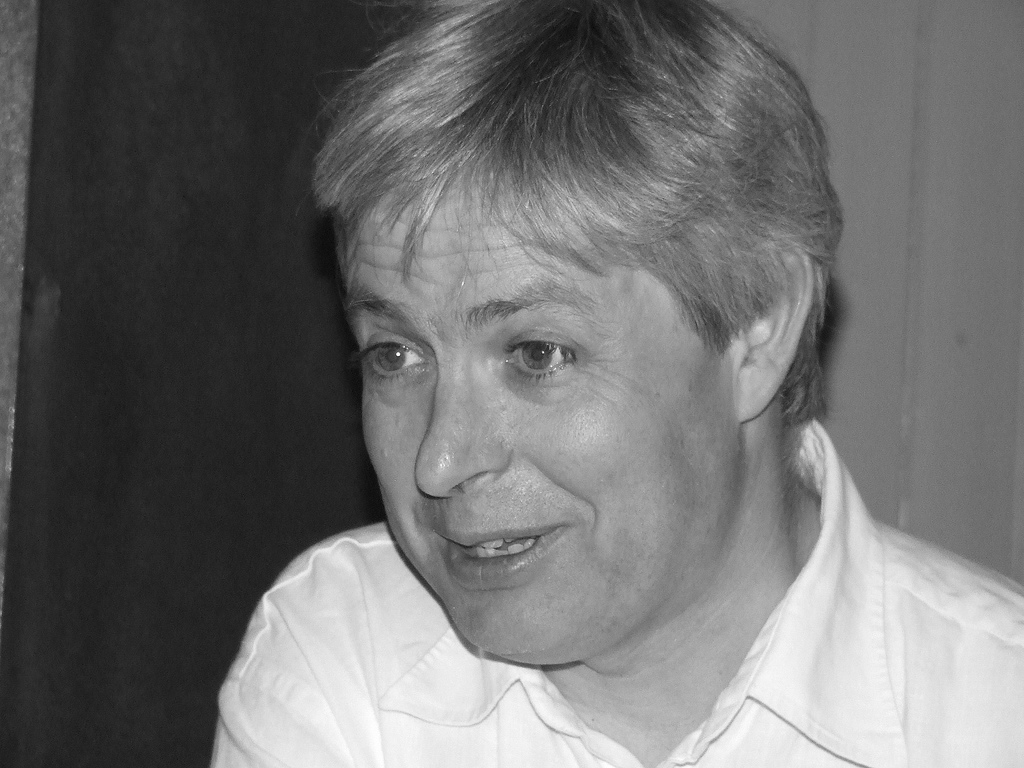
Jonathan Coe nel 1987, alla presentazione del suo libro

Donna per caso è il primo romanzo dello scrittore inglese Jonathan Coe, pubblicato nel 1987, e segnò l'esordio della sua carriera.

## Storia editoriale
Donna per caso fu pubblicato nel 1987 e segnò l’esordio vero e proprio della carriera di Jonathan Coe come scrittore, essendosi originariamente formatosi, dopo la laurea all'Università di Cambridge, come giornalista freelance e paroliere.

## Trama
Il romanzo è composto di dieci brevi capitoli e descrive la vita di Maria attraverso la voce di un narratore onnisciente. 
I fatti muovono partendo dall'infanzia della ragazza passata in compagnia degli amorevoli genitori, il fratellino Bobby, appassionato di violino, e la sua migliore amica di sempre Sarah. Poi vengono narrati i 4 anni del college presso la prestigiosissima Università di Oxford, durante i quali la ragazza si trasferisce, su consiglio della preside, su un piano quasi fatiscente e spartano. Senza molti amici e condividendo una breve relazione con un altro studente di nome Stephen, per caso vive in compagnia di 3 strane compagne di piano, nessuna delle quali realmente sua amica: la falsa Anthea, la cleptomane Fanny e la "troppo" premurosa, ai limiti dell'ossequio, Winifred. Inoltre, da quando è piccola, Maria è per caso corteggiata dal devotissimo coetaneo Ronny, che la "venera" e le spedisce sempre lettere piene d'amore. 
Poi l'autore fa un salto temporale di 6 anni, quando Maria si ritrova sposata ormai da 5 anni da Martin, conosciuto per caso a una festa subito dopo la fine degli studi a Oxford e la laurea: con lui aveva iniziato una storia costituita principalmente da sesso, e lui sembrava molto appassionato e gentile, ma una volta sposatisi poco dopo, si è rivelato propenso a giudicare sempre la moglie, controllarla, umiliarla e usarle violenza fisica e psicologica. Come se non bastasse, si rivela pure fedifrago tradendola con la bella italiana Angela, babysitter del loro figlio piccolo di 4 anni Edward. Dopo 5 anni di questo travagliato matrimonio, per caso Martin vuole il divorzio da Maria, accusandola in tribunale di tutte le colpe che in realtà ha lui, quali gelosia, maltrattamenti e tradimento, così come vuole addirittura l'affidamento esclusivo del figlioletto, manipolato pure lui come la madre, che subito esprime la sua volontà di vivere col padre. 
Maria esce perciò sconfitta dalla causa, è costretta a separarsi dall'amatissimo figlio e dalla sua casa, ritrovandosi per caso sola e sempre più depressa. 
Fortunatamente Maria per caso rincontra l'amica d'infanzia Sarah, che la invita a stare a casa sua e con la quale convive per anni, sviluppando con lei anche una relazione sentimentale, iniziata per caso. Dopo che anche questa fase della sua vita finisce, si trasferisce da sola a Chester, dove Maria approda alla vita solitaria e spera di rifugiarsi dal mondo e chiudere tutti i contatti con qualsiasi persona l'abbia sfiorata nel corso della sua vita.  
Qui, a diretto contatto con la natura e finalmente in pace con se stessa, comprende che tutto ciò che ognuno incontra nella vita (famiglia, amici, scuola, relazioni, sesso, matrimonio, figli, divorzio, morte ecc..) è destinato sempre a finire come è cominciato, ossia "per caso".
Lo stile narrativo è disincantato e ironico, trasmette il lucido cinismo con cui Maria è solita osservare la banalità dei comportamenti umani. 

## Edizioni
- Jonathan Coe, Donna per caso, traduzione di Stefano Massaron, collana SUPER UE, Feltrinelli, 2003,  p. 157, ISBN 88-07-84024-3.[3]

## Critica
Quando venne pubblicato, Donna per caso non riscontrò molto successo o apprezzamento nel Regno Unito, tanto da venir etichettato come uno dei romanzi di Coe meno riusciti; eppure, al contrario, in Italia, pubblicato da LaFeltrinelli in formato tascabile dal 27 novembre 1992, fu uno dei libri più venduti e votati dell'anno.